# Der Kurier der Kaiserin
Der Kurier der Kaiserin è una serie televisiva tedesca del 1970 ambientata durante la guerra dei sette anni.